# 尹貞玉
尹 貞玉（ユン・ジョンオク、1925年 - ）は、韓国の英文学者、市民活動家。梨花女子大学英文科名誉教授。元韓国挺身隊問題対策協議会共同代表。

## 略歴
- 1925年、日本統治下の江原道高城郡外金剛に生まれる
- 1943年、梨花女子専門学校（戦後の梨花女子大学）に進むが自主退学
- 解放後、梨大に再入学して卒業した[1]。
- 1953年、梨花女子大学講師（後に教授）
- 1980年、女子挺身隊・従軍慰安婦の調査開始。
- 1988年、韓国教会女性連合会主催のセミナーで挺身隊踏査報告を行い韓国教会女性連合会に「挺身隊研究委員会」設置させる。
- 1990年、『挺身隊（怨念の足跡）取材記』をハンギョレ新聞に連載。
- 1990年11月16日、韓国教会女性連合会、韓国女性団体連合会等16団体が参加して韓国挺身隊問題対策協議会（挺対協）を結成。挺対協の代表に就任。
- 1991年、衆議院議員会館の一階の応接室で女優の東丘いずひ、元政治家秘書の大杉実生と尹貞玉で打ち合わせをしていた時に、日本社会党の土井たか子の女性秘書から「いつものです。活動費に使ってください」と渡された封筒に入った数十万から約百万円の札束を領収証も書かずに手慣れた手つきで受領[2]。
- 2000年-2001年、女性国際戦犯法廷共同主催者。2001年から代表から名誉代表。

## 主張・批判
- 1980年から国内外で慰安婦調査活動を開始し、1990年にその記録をハンギョレ新聞に掲載して慰安婦という存在を韓国世論に訴え出した[3]。

- 1996年のクマラスワミ報告では、尹が「日本軍が若い女性を学校に集めて強制連行していった」と主張していたことが記載されている[4]。
- アジア女性基金に反対し、受け取ろうとする慰安婦らを侮辱・妨害してきた。2004年、故シム・ミジャなど元慰安婦13人が、挺対協とナヌムの家を相手取って「募金行為及びデモの動員に対する禁止仮処分申請」を出す前に声明書を発表し、挺対協を「慰安婦問題を口実に自分たちの富貴栄華を享受している」「いつ死ぬか分からない（高齢の）元慰安婦たちを歴史の舞台に物乞いとして売り、私腹を肥やしてきた悪者」と糾弾している。アジア平和国民基金」が元慰安婦らに各500万円支援したことについて、尹は1997年にあるセミナーで「アジア女性基金を受け取れば公娼になる」「アジア女性基金の金を受け取ることは、ふたたび汚れた金で身を売ることだ」と、元慰安婦のおばあさんたちを締め上げて受け取り拒否を強要した。1998年11月18日の水曜デモにて、アジア女性基金を受け取ろうする韓国人慰安婦らの行為は韓国政府、韓国国民、挺対協への裏切りだと発言した。アジア女性基金理事の下村満子は「挺対協のメンバーと来日した慰安婦のおばあさんが、『宿泊所に閉じ込められ、外に出るなと言われて嫌になる』と電話をかけてきたこともあります。おばあさんたちは、内心で挺対協を恨んでいましたが、挺対協が怖いから、公の場に出てこいと言われれば出て行き、デモをしろと言われればデモをした。気の毒な弱者でした」と証言している[5][6][7]。アジア女性基金を希望するならば売春婦だと主張されたことに慰安婦らは「私たちが少しでも若かったとすれば、口を罰して自由に話せないようにしたい」と怒り吹き出し、挺対協からむしろ人権を蹂りんされてきたと批判している。挺対協は実際に日本から金を受ければ、自発的公娼になるとし、アジア女性基金を受け取った7人の元慰安婦らに対しては韓国政府の補助金を受領ができないように妨害し、恐喝と脅迫に明け暮れていたことを元慰安婦から告発されている[5][7]。

- 2020年、挺対協の後身団体である、日本軍性奴隷制問題解決のための正義記憶連帯（正義連）や元代表の尹美香をめぐる元慰安婦からの告発、各種の不正疑惑に関連して、「挺対協は最初から『政治とは絡まない』というコンセンサスの下で出発した」「団体が前に出てお金を集めることは、慰安婦問題の実情を伝え、おばあさんたちを助けるという団体の精神に合わない」「1992年に始まった水曜集会初期も募金活動は全くなかった」と現在の正義連や尹美香を批判した[8]。

## 著作
- 「米国自然主義とSherwood Anderson」（韓国英語英文学会刊, 1970年）
- 『Charles Dickens, Great Expectations（大いなる遺産）』解説と注釈（探求堂, 1984年）
- 朝鮮人女性がみた「慰安婦問題」：明日をともに創るために、尹貞玉ほか 三一書房, 1992年（ハンギョレ新聞への連載を収録）
- 証言・強制連行された朝鮮人軍慰安婦たち 韓国挺身隊問題対策協議会 明石書店 1993（調査・編集に参加）
- 平和を希求して：「慰安婦」被害者の尊厳回復へのあゆみ、白澤社, 2003年